# Hemimorina atrofasciata
Hemimorina atrofasciata là một loài bướm đêm trong họ Geometridae.